# Санта-Клаус (фільм)
«Санта-Клаус» — американська різдвяна комедія 1994 року, створена сценаристами Лео Бенвенуті та Стівом Рудніком і режисером Джоном Пасквіном. У першій частині франшизи «Санта-Клаус» Тім Аллен грає Скотта Келвіна, звичайного чоловіка, який випадково змушує Санта-Клауса (роль якого виконує справжній дублер Тіма Аллена Стів Луческу) впасти з даху напередодні Різдва. Коли він і його маленький син Чарлі закінчують подорож «Святого Миколая» та доставку подарунків, вони вирушають на Північний полюс, де Скотт дізнається, що він повинен стати новим Сантою та переконати тих, кого він любить, що він справді Санта-Клаус.
Фільм вийшов на екрани 11 листопада 1994 року і зібрав 190 мільйонів доларів. Він отримав позитивні відгуки від критиків і відтоді став популярним різдвяним фільмом серед глядачів  . Його успіх призвів до трьох сиквелів, фільмів Санта-Клаус 2 (2002) і Санта-Клаус 3: Хазяїн Полюса (2006), які були успішними у фінансовому плані, попри неоднозначне сприйняття першого та негативне сприйняття другого, та серіалу Санта Клауси, прем’єра якого відбулася 16 листопада 2022 року на Disney+.

## Сюжет
Успішний продавець іграшок Скотт Келвін готується провести Святвечір зі своїм сином Чарлі. Скотт хоче, щоб Чарлі зберіг свою віру в Санта-Клауса, попри те, що він сам не вірить. Колишня дружина Скотта, Лаура, і її чоловік-психіатр, доктор Ніл Міллер, обоє перестали вірити в Санту в дитинстві й вважають, що Чарлі теж має це зробити (після того, як старша дитина засмутила Чарлі, сказавши, що Санти не існує).
Напередодні Різдва Скотт спалює індичку, яку готував, тому вони з Чарлі йдуть до ресторанчика Denny's на вечерю. Обидва проводять спокійний вечір і лягають спати. Їх будить шум на даху. Скотт лякає чоловіка в костюмі Санти, який стоїть на даху, через що той послизнувся і впав на землю. Тіло чоловіка зникає, залишаючи червоний костюм і візитівку з написом: «Якщо зі мною щось трапиться, одягніть мій костюм. Північний олень знатиме, що робити». Скотт і Чарлі знаходять сани та оленів, які все ще лежать на даху. На прохання Чарлі Скотт одягає костюм і проводить решту ночі, доставляючи подарунки, перш ніж олені відвезуть їх на Північний полюс. Головний ельф Бернард пояснює, що, одягнувши костюм, Скотт підпадає під дію юридичної технічної вимоги, відомої як «Санта-Клаус», і прийняв усі обов’язки та відповідальність Санти. Бернард дає Скотту одинадцять місяців, щоб навести порядок у своїх справах, перш ніж повернутися на Північний полюс у День подяки. Розгублений і приголомшений Скотт переодягається в надану йому піжаму і засинає.
Прокинувшись у власному ліжку, Скотт думає, що все це був сон (хоча його бентежить те, що він одягнений у піжаму з Північного полюса). Лора, Ніл і шкільний персонал стурбовані, коли Чарлі з гордістю каже своєму шкільному класу, що Скотт – це Санта. Не бажаючи знищити ентузіазм Чарлі, Скотт просить його тримати їхню подорож до Північного полюса в секреті. Протягом року зі Скоттом починають відбуватися дивні речі. Його волосся біліє, а борода постійно відростає, навіть відразу після гоління. У нього розвивається підвищена прихильність до солодощів, насамперед молока і печива. Він набирає надмірну кількість ваги, здавалося б, за одну ніч. Під час зустрічі зі своєю компанією Скотт розлютився на пропозицію прорекламувати іграшковий військовий танк, показавши на ньому Санту. Він також починає перераховувати «неслухняних» і «хороших» дітей по іменах, коли бачить їх. Після того, як Лаура та Ніл стали свідками того, як діти хочуть сісти на коліна Скотта під час футбольного матчу Чарлі, вони припустили, що Скотт навмисно вводить Чарлі в оману, і вирішили, щоб суддя призупинив право Скотта на відвідування. На День подяки зневірений Скотт йде до будинку Лаури та Ніла, щоб провідати Чарлі, але Ніл не підпускає його до Чарлі. Коли Ніл наполягає, що Скотт не Санта, Чарлі показує Скотту чарівну снігову кулю, яку подарував йому Бернард, нарешті переконавши Скотта, що він справді Санта. Коли Лора та Ніл дають Скотту хвилину поговорити з Чарлі наодинці, з’являється Бернард і транспортує його та Чарлі на Північний полюс. Думаючи, що Скотт викрав Чарлі, Лора та Ніл викликають поліцію.
Напередодні Різдва Скотт разом із Чарлі вирушає розносити подарунки. Після прибуття до дому Лаури та Ніла Скотта заарештовують у будинку, а Чарлі чекає на нього в санях. Ельфи посилають команду, щоб вирвати його з в'язниці. Скотт повертає Чарлі додому і наполягає на тому, щоб той провів Святвечір з Лорою та Нілом. Його щира промова до Чарлі про важливість кожного в родині переконує Лауру та Ніла, що він — Санта. Лора спалює судові документи, що призупиняють право Скотта на побачення, і каже Скотту, що він може відвідувати сина будь-коли. З’являється Бернард і каже Чарлі, що кожного разу, коли він потрясе своєю чарівною сніговою кулею, з’явиться його батько. Перед тим, як піти, Скотт дарує Лаурі та Нілу два різдвяні подарунки, яких вони ніколи не отримували в дитинстві, через що вони не вірили в Санту.
Чарлі викликає Скотта назад сніговою кулею, і Лаура погоджується дозволити Чарлі поїхати зі Скоттом на санях, щоб завершити доставлення подарунків.

## Актори та персонажі
- Тім Аллен — Скотт Келвін / Санта-Клаус
- Ерік Ллойд[en] — Чарлі Келвін
- Венді Крюсон[en] — Лора Міллер
- Джадж Рейнгольд — доктор Ніл Міллер
- Девід Крумгольц — Бернард, головний ельф
- Пейдж Тамада — ельфійка Джуді
- Пітер Бойл — містер Віттл
- Ларрі Бранденбург[en] — детектив Нунціо
- Джейн Іствуд[en] — офіціантка Джуді
- Кенні Вадас[en] — лідер ELFS
- Кріс Бенсон — пожежник О'Гара
- Мері Ґросс[en] — міс Деніелс
- Джойс Ґай — директор Комптон
- Джудіт Скотт[en] — Сьюзан Перрі
- Стів Вінович[en] — доктор Піт Новос
- Табіта Люп'єн — балерина
- Лаклан Мердок
- Джон Пасквін[en] — Санта №6
- Френк Велкер — олень (голос)
- Керріґан Маган[en] — олень (голос)
- Боб Дермер[en] — маріонетка Панч
- Ніна Кео[en] — маріонетка Джуді

## Українське озвучення
Фільм було озвучено студією LeDoyen та телеканалом ТЕТ.

### Озвучення LeDoyen
Ролі озвучували:
- Володимир Паляниця
- Володимир Кокотунов
- Катерина Сергеєва
- Марина Локтіонова
- Юрій Сосков
- Андрій Соболєв

Переклад: Олеся Запісочна.
Режисер: Ольга Чернілевська.
Звукорежисери: Альона Шиманович, Олег Кульчицький.

## Виробництво
Сценарій був написаний Стівом Рудніком і Лео Бенвенуті. У листопаді 1992 року було оголошено, що Hollywood Pictures придбала сценарій і розглядає на головну роль для Тіма Аллена.
Фільм був знятий на Raleigh Studios у Голлівуді, штат Каліфорнія і на території Великого Торонто, де Оквілл виступив містом Лейксайд, штат Іллінойс. Усі північні олені, використані у фільмі, були із зоопарку Торонто. Потяги, використані в сцені з Північним полюсом і на початку фільму, створені LGB.
Роль Скотта Келвіна запропонували Біллу Мюррею та Чеві Чейзу, але обидва відмовилися: Чейз відмовився через конфлікти в розкладі, а Мюррей не хотів зніматися у черговому фільмі на святкову тематику після «Скруджа». На роль також розглядалися Том Селлек, Том Генкс і Мел Гібсон. На роль Ніла Міллера розглядалися Джефф Деніелс, Стенлі Туччі та Бредлі Вітфорд. На роль Лаури Міллер розглядалися Патриція Річардсон, Патриція Кларксон, Патриція Гітон і Кейт Бертон .

## Сприйняття

### Касові збори
Санта-Клаус зібрав 145,3 мільйона доларів у США та Канаді та 45 мільйонів доларів на інших територіях, а в усьому світі – 190,3 мільйона доларів.
Фільм зібрав 19,3 мільйона доларів у перші вихідні, посівши друге місце в прокаті США після «Інтерв'ю з вампіром», яке стартувало з 36 мільйонами доларів. За другий вікенд він зібрав 17,1 мільйона доларів, посівши третє місце. За три дні до Дня подяки він заробив 20,4 мільйона доларів. У листопаді 2020 року, коли пандемія COVID-19 обмежила релізи нових фільмів, «Санта-Клаус» був повторно випущений у 1581 кінотеатрі та зібрав 711 000 доларів США .
Freeform і AMC показали фільм на телебаченні під час різдвяного сезону з рекордними рейтингами.

### Оцінки критиків
На Rotten Tomatoes рейтинг схвалення фільму становить 73% на основі 59 рецензій із середньою оцінкою 5,9/10. Консенсус критиків веб-сайту звучить так: «Санта-Клаус абсолютно невибагливий, але він міцно вкорінений у доброму старомодному святковому настрої, якого немає в багатьох сучасних святкових фільмах». На Metacritic фільм отримав середньозважену оцінку 57 зі 100 на основі відгуків 13 критиків, що вказує на «змішані або середні відгуки». Авдиторія, опитана CinemaScore, поставила фільму середню оцінку «A−» за шкалою від A+ до F.
Сенді Девіс з «The Oklahoman» поставила фільм шостим у своєму списку найкращих фільмів 1994 року.

## Домашні медіа
В один момент фільму між Скоттом і Лаурою відбувається коротка розмова, під час якої Лаура передає Скотту аркуш паперу з номером телефону матері Ніла. Потім Скотт каже: «1-800-SPANK-ME. Я знаю це число». У Сполучених Штатах цей епізод було вилучено з усіх домашніх медіарелізів фільму (за винятком випусків VHS та LaserDisc) і більшості цифрових завантажень, починаючи з випуску DVD 1999 року після інциденту 1996 року, коли дитина зі Стілекума, штат Вашингтон, подзвонила на цей номер (який виявився фактичним робочим номером секс-лінії) і батьки отримали рахунок за телефон у $400 (еквівалентно $691,11 у 2021 році). Епізод також видалили з версії Disney+. У телевізійних трансляціях номер змінено на 1-800-POUND.
Санта-Клаус був випущений на DVD 29 жовтня 2002 року і був представлений у сертифікованих THX широкоформатних і повноекранних версіях.